# 史玉柱
史玉柱（1962年9月15日— ），安徽怀远人，中国民营企业家，巨人网络董事长，中国致公党党员。

## 生平
出生於安徽省蚌埠市怀远县，1984年从浙江大学数学系本科毕业，分配至安徽省统计局工作。1989年从深圳大学软件科学系（数学系）研究生毕业，以巨人6401汉卡起家，1992年在广东省珠海市創辦珠海巨人高科技集團，1994年投资保健品，第一个产品是“脑黄金”，後來因為投資巨人大廈导致资金链断裂而几乎破產，欠债过亿元人民币。1997年在江苏等地推出保健品“脑黄金”，大获成功并迅速推广至全国。
2000年，史玉柱与原班底人马在上海及江浙创业，做的是“脑白金”业务。2000年12月21日注册成立珠海市士安有限公司，在珠海收购巨人大厦楼花。
2004年11月18日，上海征途信息技术有限公司正式成立。
2005年11月15日，征途正式开启内测。
2006年7月26日，史玉柱和其18位公司高管在开曼群岛正式注册“Giant Network Technology Limited”，此公司通过一家在英属维尔京群岛注册名为“Eddia International Group Limited”的公司控制上海征途网络科技有限公司的100%股权，至2013年4月9日辭去其CEO職位。
目前史玉柱也是華夏銀行和民生銀行的股東（市值150亿），持有巨人网络1.78亿股，市值60亿人民币。史玉柱在2007胡润百富榜中以280亿元位於第15名，现时史玉柱父女（其女儿史静）总身家达410亿人民币。
2013年9月23日，持有民生銀行A股10.33億股，H股6.388億股。
2023年10月7日，史玉柱、北海宏泰投资有限公司新增一则被执行人信息，执行标的17.6亿余元，执行法院为北京金融法院。

## 家庭
- 前妻董春兰，为史玉柱在安徽省统计局工作时的同事，后辞掉工作担任史玉柱秘书。1992年离婚，1995年董春兰组建安徽正信会计师事务所，任法人代表。
- 女儿史静。

## 书籍
- 《史玉柱自述》